# Партия центра (Швеция)
Партия центра (швед. Centerpartiet) — либеральная партия в Швеции. Основана в 1913 году, до 1958 года называлась «Крестьянский союз» («Фермерский союз», швед. Bondeförbundet). Лидер партии в 1971—1985 гг. Турбьёрн Фельдин трижды становился премьер-министром Швеции. Партия центра позиционирует себя как несоциалистическая, однако, несмотря на это, сотрудничала с социал-демократами.

## Идеология
Партия центра была основана как политическая организация сельских жителей Швеции. Долгое время позиционировала себя как центристская, сотрудничая как правыми, так и левыми партиями. В связи с урбанизацией страны ей пришлось не только сменить название, но и заняться привлечением городских избирателей. В данный момент центристы характеризуют свою идеологию как «зелёный либерализм». Главные задачи партии — охрана окружающей среды, борьба с изменением климата, развитие предпринимательства, занятость. В то же время партии пришлось ради членства в Альянсе за Швецию согласиться со строительством в стране новых атомных реакторов. В 2003 году партия выступала против перехода к евро.

## Организационная структура
Партия центра состоит из округов (distrikt), округа из районов (krets). Высший орган — конференция (partistämma), между национальными конференциями — правление (partistyrelse).
Округа
Округа соответствуют избирательным округам. Высший орган округа — окружная конференция (distriktsstämma), между окружными конференциями — окружное правление (distrikststyrelse).
Районы
Районы соответствуют коммунам, ранее они соответствовали одномандатным округам. Высший орган района — общее собрание района (kretsmöte), между общими собраниями района — районное правление (kretsstyrelse).
Смежные организации
- Союз молодёжи Партии центра (Centerpartiets ungdomsförbund)
- Студенты центра (Centerstudenter)
- Женщины центра (Centerkvinnorna)
- ЛГБТ-сеть Партии центра (Centerpartiets HBT-nätverk)
- также к партии близок фонд «Форес» (Fores).

## Участие в выборах
На выборах в Риксдаг 17 сентября 2006 года набрала 7,88 % (437 389) голосов и получила 29 мест из 349, заняв 3-е место. По итогам состоявшихся 19 сентября 2010 года парламентских выборов партия получила 380 342 (6,6 %) голосов и 22 депутатских места. На парламентских выборах в 2014 году партия набрала  380 937  (6,1%) голосов. На парламентских выборах в 2018 году партия набрала 557 500 (8,61%) голосов.

### Действующие депутаты Риксдага от партии
В действующем Риксдаге Партия центра имеет 31 мандат:
- Анни Лёф — лидер партии (с 2011 года).
- Андерс В. Йонссон
- Алиреза Ахонди
- Андерс Окессон
- Анника Карлссон
- Даниэль Бэкстрем
- Эмиль Келлстрем
- Фредрик Кристенссон
- Хелена Линдал
- Хелена Вильхельмссон
- Йохан Хедин
- Йоханна Йонссон
- Джонни Като
- Керстин Лундгрен
- Кристина Ингве
- Ларс Томссон
- Линда Модиг
- Магнус Эк
- Мартин Адаль
- Мартина Йоханссон
- Микаэль Ларссон
- Нильс Пааруп-Петерсен
- Ола Йоханссон
- Пер Лодениус
- Пер Аслинг
- Питер Хеландер
- Рикард Нордин
- София Нильссон
- Сольвейг Цандер
- Ульрика Хей
- Пер Шельдберг

### Действующие депутаты Европарламента от партии
- Фредрик Федерли
- Абир Аль-Сахлани

### Бывшие депутаты Риксдага
- Лена Эк — бывший министр охраны окружающей среды, бывший депутат Европарламента.